# Лукобран Каше
Лукобран Каше је грађевина у Дубровнику, намењена заштити старе градске луке од утицаја таласа.

## Историја
Дубровачка стара градска лука је због неповољног положаја била изложена ударима југа и таласа па је Велико веће већ 26. јула 1347. одлучило да се сагради лукобран дужине 25 сежања (око 51 м) од положаја куле (данас у саставу тврђаве Свети Иван) у смеру североистока. Градња лукобрана је започела 1484. године, а радови су завршени 1486. али све до данас се на том простору набацује велико камење. Каше су грађене по нацрту познатог дубровачког градитеља Паскоја Миличевића, са помоћи дрвених сандука (кашета) и једно су од најдопадљивијих достигнућа из периода Дубровачке републике. Трошкови градње су износили 5.700 дуката. Осим заштите од удара ветра и таласа Каше су служиле као заштита од упада непријатељских бродова у стару градску луку. Са тврђаве Свети Иван, преко Каша, до моста на источном улазу у старо градско језгро, затезао се велики и дебели метални ланац као запрека упловљавању непријатељских бродова.

## Име
Име овог лукобрана потиче из множине речи кашета, дубровачког термина за дрвени сандук, уз помоћ којих су се Каше градиле. Стара градска лука се, према неким старијим записима и поморским картама, звала Лука Кашун (италијански Porto Cassone).

## Обнова
Лукобран Каше у старој дубровачкој луци оштећен је у земљотресу 1979. и у рату у Хрватској 1991. године. Као део споменичке целине старог градског језгра Дубровника, Каше су под заштитом УНЕСКО-а, а ускоро ће овај познати лукобран да буде потпуно обновљен.